# 虢宄公
虢宄公，一作虢宫公，姬姓，字哉，虢季易父之子，西周时期虢国君主。

## 生平
1974年陕西省扶风县强家村出土的师丞钟，其铭文记载了虢季易父、虢宄公、虢幽叔、虢德叔、师丞五代虢国君主的世系。虢宄公主要活跃于周穆王、周共王时期，《师哉鼎铭文》记载了虢宄公师哉自周穆王时期就开始担任周王朝的军事将领，到周共王八年时被赐予太师的职务。他为其祖公上父铸造师哉鼎，放置于其父虢季易父的宗庙中用于祭祀。虢宄公死后，其子虢幽叔师望继位。